# Mügeln
Mügeln (górnołuż. Mohilno) − miasto w Niemczech, w kraju związkowym Saksonia, w okręgu administracyjnym Lipsk, w powiecie Nordsachsen. Leży ok. 9 km na południowy zachód od Oschatz i ok. 14 km na północny zachód od Döbeln. Miasto liczy 6 701 mieszkańców (2009).

## Historia

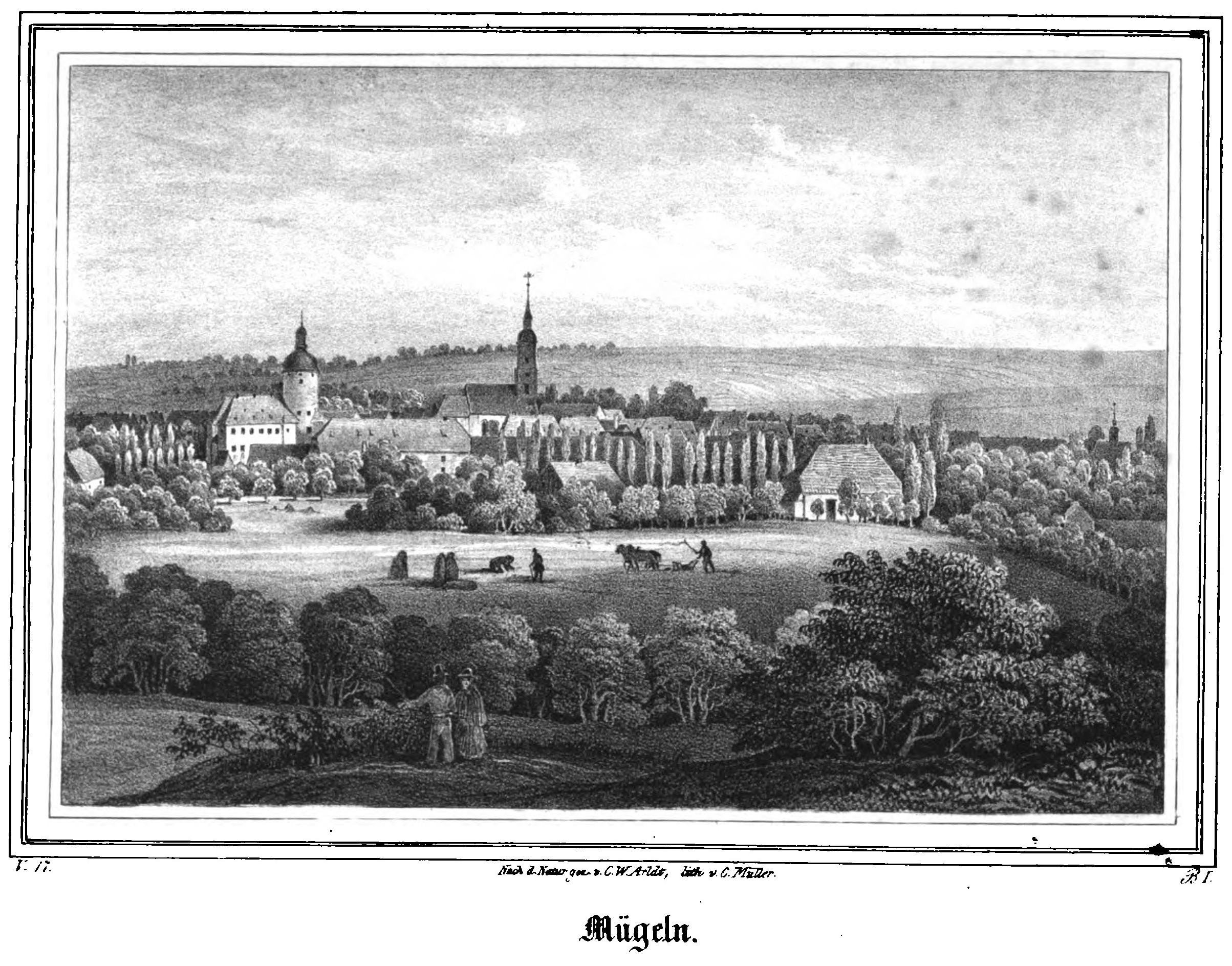
Mügeln w XIX wieku

Najstarsza wzmianka o Mügeln pochodzi z 984 roku. Osada była wówczas zdominowana przez Łużyczan. W 1064 znalazła się w posiadaniu diecezji miśnieńskiej. W 1325 zakazano posługiwania się językiem łużyckim. W 1429 Mügeln zostało zniszczone przez husytów. Miasto znacząco ucierpiało na skutek wojny trzydziestoletniej. W latach 1697–1763 we władaniu królów Polski Augusta II Mocnego i Augusta III Sasa. W 1735 rozszerzono prawa miejskie. Od 1806 w granicach Królestwa Saksonii, połączonego w l. 1807–1815 unią z Księstwem Warszawskim. Od 1871 część Niemiec. W 1884 miasto połączono koleją wąskotorową z Döbeln, Oschatz i Wermsdorf. W kwietniu 1945 znalazło się pod okupacją Sowietów. Od 1949 do 1990 w granicach NRD.
1 stycznia 2011 do miasta przyłączono gminę Sornzig-Ablaß

## Zabytki
- Pocztowy słup dystansowy z herbami Polski i Saksonii oraz inicjałami króla Augusta II z 1726 r.
- Fontanna na Rynku
- Kościół św. Jana Chrzciciela
- Ratusz
- Kościół św. Andrzeja (barokowy)
- Zamek Ruhethal

## Współpraca
Miejscowość partnerska:
- Bodman-Ludwigshafen, Badenia-Wirtembergia (kontakty utrzymuje dzielnica Schweta)

## Urodzeni w Mügeln
- Christian Georg Schmorl – niemiecki lekarz, patolog
- Johann Friedrich von Wolfframsdorff – królewsko-polski i elektorsko-saski szambelan i radca

## Galeria

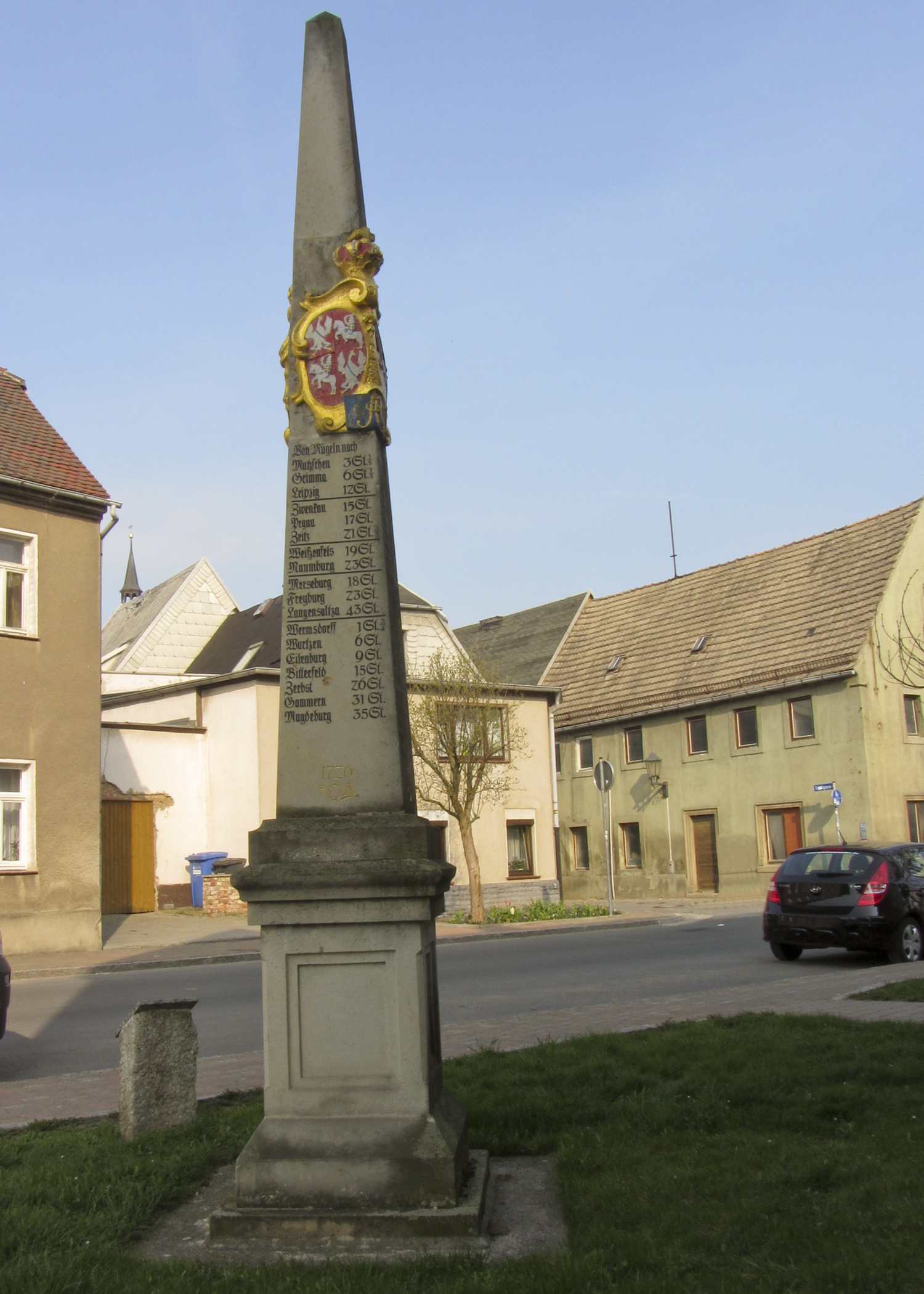
Pocztowy słup dystansowy
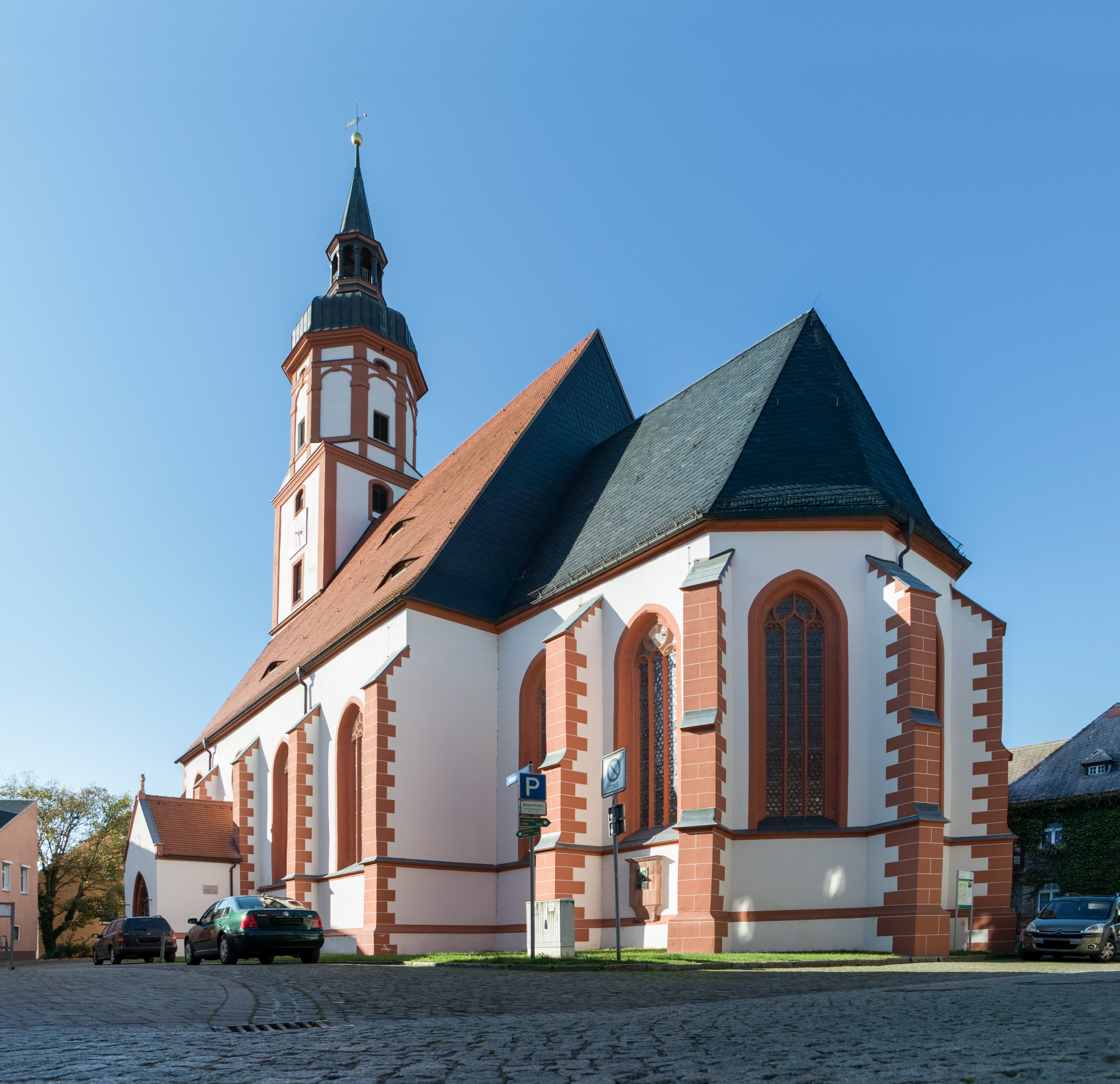
Kościół św. Jana Chrzciciela
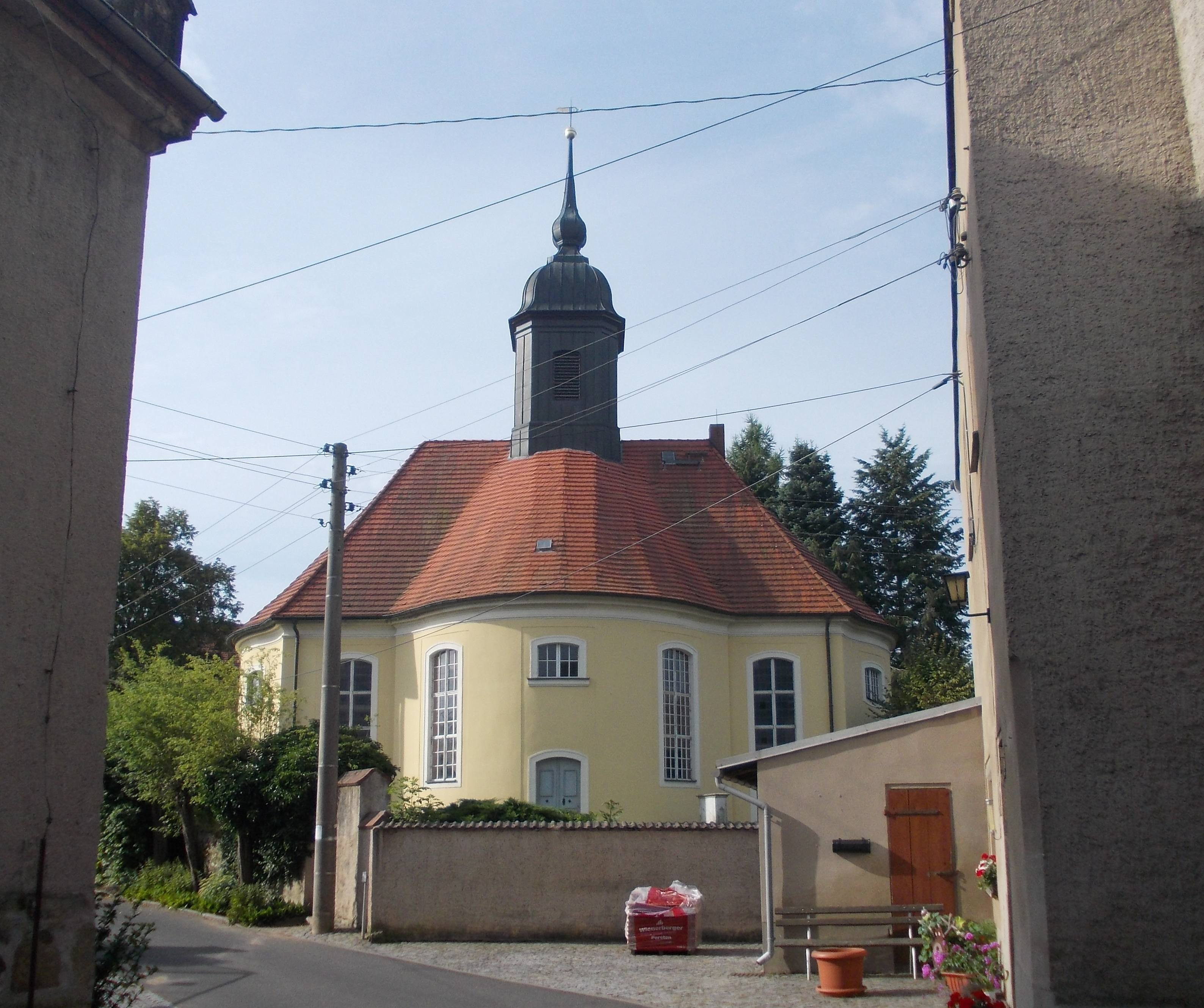
Kościół św. Andrzeja
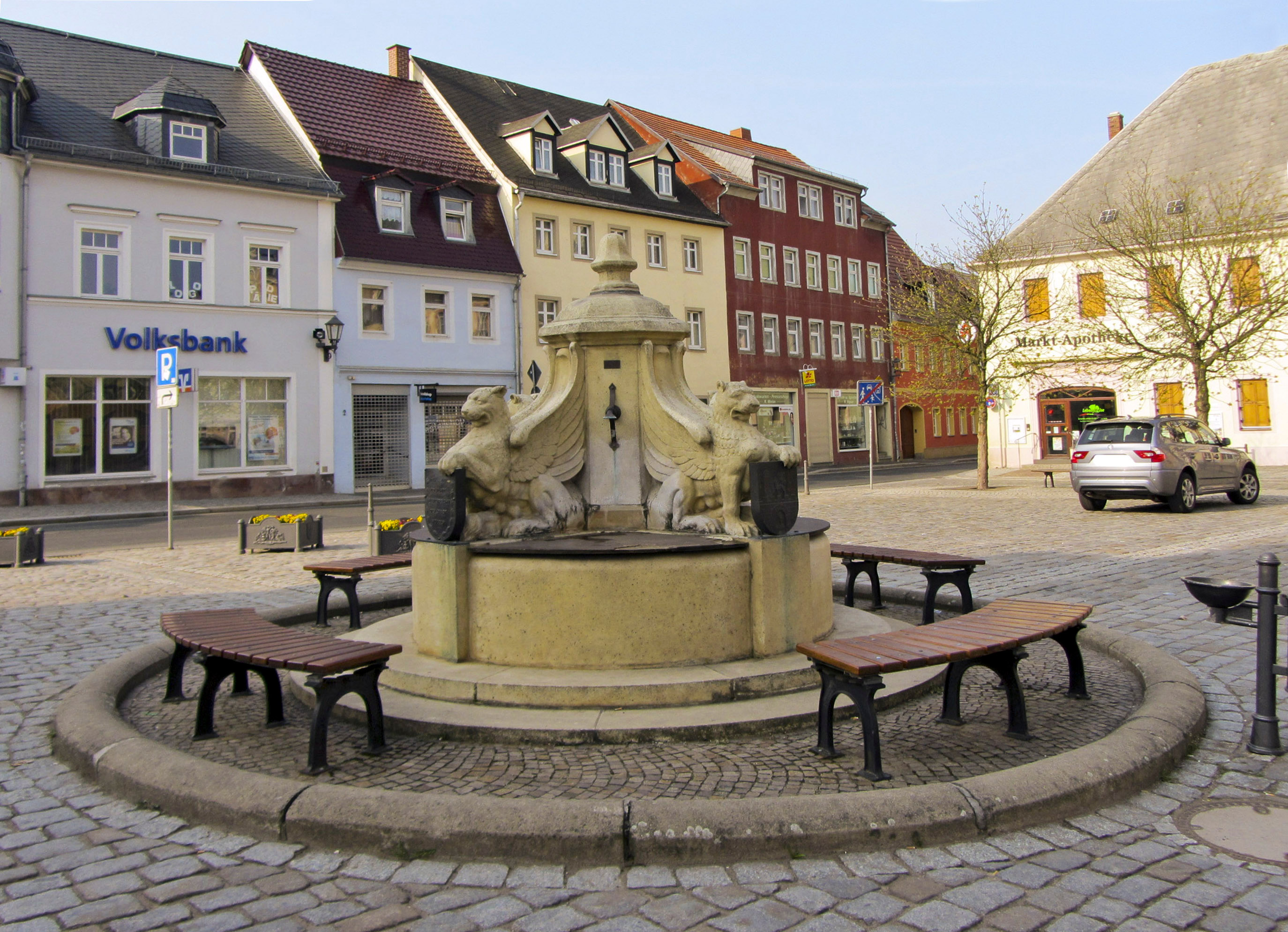
Fontanna na Rynku
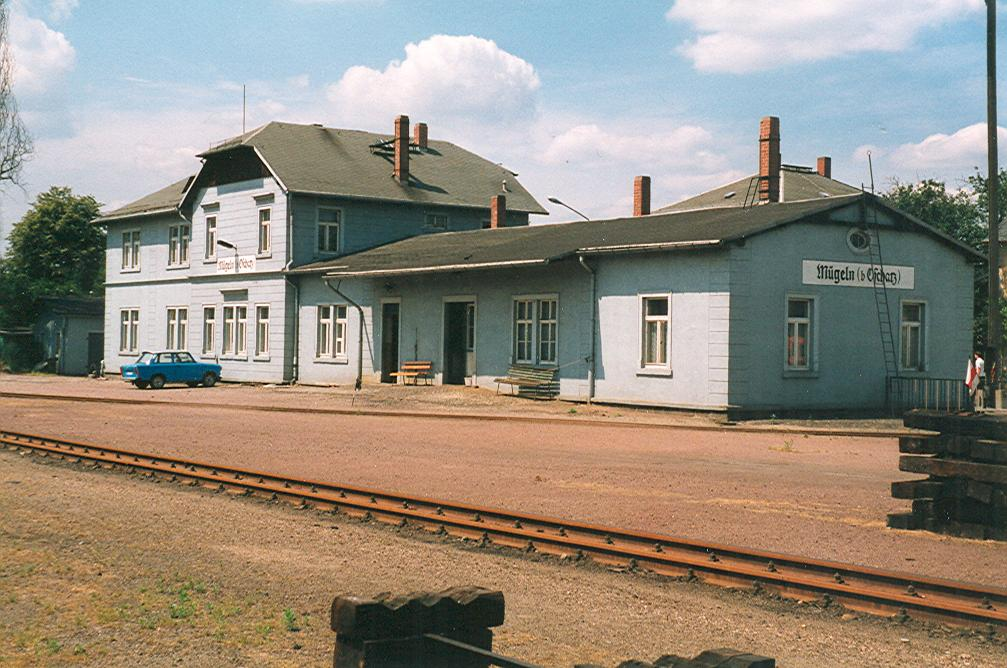
Dworzec kolei wąskotorowej